# Cunnersdorf (Ottendorf-Okrilla)

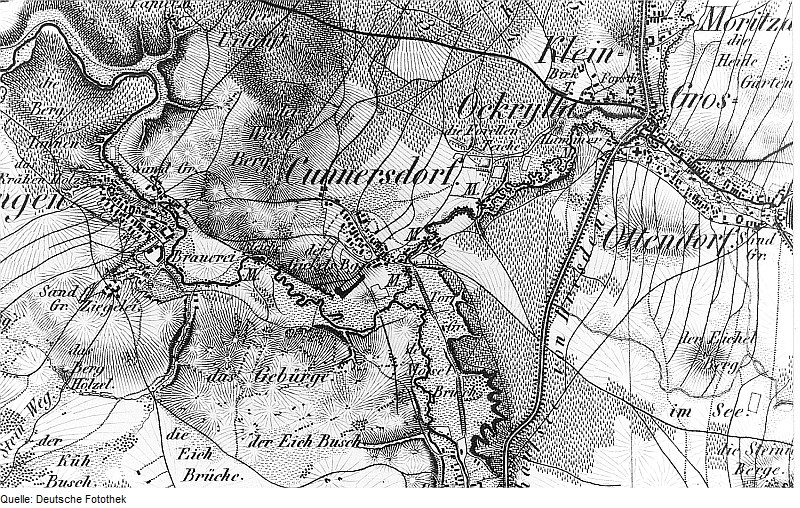
Cunnersdorf auf einer Karte aus dem 19. Jahrhundert

Cunnersdorf ist ein Teil des Ortsteils Ottendorf-Okrilla in der gleichnamigen Gemeinde im Landkreis Bautzen in Sachsen.

## Geographie
Cunnersdorf liegt in der gleichnamigen Gemarkung im Norden der Gemeinde Ottendorf-Okrilla nördlich von Dresden. Benachbart sind die Ottendorf-Okrillaer Ortsteile Medingen im Westen, Hermsdorf im Süden sowie Ottendorf und Kleinokrilla im Osten. Der Cunnersdorfer Ortskern liegt entlang der Wachbergstraße nahe deren Einmündung in die Staatsstraße 177. In Cunnersdorf fließt die Kleine in die Große Röder. Nördlich des Ortes erstreckt sich die Laußnitzer Heide, ein großes Waldgebiet.

## Geschichte
Der Ort fand 1350 erstmals Erwähnung als „Kunratsdorf“. Der Ortsname ist mittelhochdeutschen Ursprungs und leitet sich vom Lokatornamen Konrad ab. Er bedeutet somit „Dorf eines Konrad“. Im Jahr 1378 wurde „Conratsdorff vor der heide Lusenicz“ erwähnt, 1405 der Personenname „Nigkil von Cunradisdorff“. Um 1445/47 hieß der Ort das „Rote Kunerstorf“, 1551 war die an der obersächsischen Aussprache orientierte Schreibweise „Kunnerschdorff“ in Gebrauch. Im Jahr 1875 hieß die Gemeinde „Cunnersdorf b. Radeberg“ zur Unterscheidung der zahlreichen gleichnamigen Orte in Sachsen. Bis zur Eingemeindung trug Cunnersdorf den Ortszusatz „bei Medingen“.
Cunnersdorf war ein Doppelzeilendorf mit einer 372 Hektar großen Gelänge-Waldhufen-Mischflur. Eingepfarrt war es zunächst nach Grünberg, seit Anfang des 20. Jahrhunderts dann nach Ottendorf. Die Grundherrschaft übte 1551 das Rittergut in Seifersdorf aus, 1606 und 1764 dann das Rittergut Grünberg, das im 18. Jahrhundert in Cunnersdorf ein Vorwerk betrieb. Die Verwaltung oblag dem Amt Dresden. Im Jahr 1856 gehörte Cunnersdorf dann zum Gerichtsamt Radeberg und kam danach zur Amtshauptmannschaft Dresden, aus der der Kreis Dresden-Land hervorging. Auf Grundlage der Landgemeindeordnung von 1838 erlangte Cunnersdorf seine Selbständigkeit als Landgemeinde. Im Jahr 1920 kam es durch Eingemeindung zur Gemeinde Ottendorf-Moritzdorf, die sich ein Jahr später mit Großokrilla zu Ottendorf-Okrilla vereinigte. Nach der Auflösung des Kreises Dresden-Land kam die Gemeinde zum Landkreis Kamenz, der wiederum 2008 dem Landkreis Bautzen angegliedert wurde.

## Einwohnerentwicklung
| Jahr | Einwohner                              |
| ---- | -------------------------------------- |
| 1551 | 14 besessene Mann, 17 Inwohner         |
| 1764 | 8 besessene Mann, 4 Gärtner, 5 Häusler |
| 1834 | 181                                    |
| 1871 | 194                                    |
| 1890 | 273                                    |
| 1910 | 666                                    |
| 1925 | siehe Ottendorf-Okrilla                |

## Persönlichkeiten
- Robert Wirth (* 1866 in Cunnersdorf; † 1960 in Dresden), Politiker, von 1909 bis 1929 Mitglied des Sächsischen Landtages